# 新興区 (七台河市)
新興区（しんこう-く）は中華人民共和国黒竜江省七台河市に位置する市轄区。

## 行政区画
17社区、1鎮、1郷を管轄：
- 社区：興安社区、興楽社区、興富社区、興秀社区、興平社区、興和社区、興城社区、興盛社区、北山社区、欣源社区、冬梅社区、楓葉社区、安居社区、河南社区、新立社区、新城社区、缸窯溝社区
- 鎮：紅旗鎮
- 郷：長興郷

## 交通

### 鉄道
- 中国国家鉄路集団
  - 中国鉄路ハルビン局集団公司
    - 勃七線（中国語版）（勃利方面）- 缸窯溝駅（中国語版） - 七台河駅（中国語版）

### 道路
- 高速道路
  - 鶴大高速道路
- 国道
  - G201国道

## 健康・医療・衛生
- 七台河市中医医院
- 七台河市新興区医院
- 七台河市新興区婦幼保健院